# Boreotrophon raymondi
Boreotrophon raymondi är en snäckart som först beskrevs av Moody 1916.  Boreotrophon raymondi ingår i släktet Boreotrophon och familjen purpursnäckor. Inga underarter finns listade i Catalogue of Life.